# André Lichnerowicz
André Lichnerowicz (Bourbon-l'Archambault, Francia, 21 de enero de 1915-París, Francia, 11 de diciembre de 1998) fue un geómetra diferencial y físico matemático francés de ascendencia polaca.

## Biografía
Su abuelo luchó en la resistencia polaca frente a los prusianos. Forzado a huir de Polonia en 1860, se asentó finalmente en Francia, donde se casó con una mujer de Auvernia. El padre de Lichnerowicz obtuvo la agregación en la rama de clásica, mientras que su madre, descendiente de fabricantes de papel, fue una de las primeras mujeres en obtener la agregación en matemáticas. André asistió a la Escuela Normal Superior de París, donde obtuvo la agregación en 1936. Tras dos años, entró al Centro Nacional para la Investigación Científica como uno de los primeros investigadores contratados por la institución.
Lichnerowicz estudió geometría diferencial con Élie Cartan. Su tesis doctoral, completada en 1939 bajo la supervisión de Georges Darmois, trataba lo que ahora se conoce como condiciones de Lichnerowicz en relatividad general.
Su carrera académica comenzó bajo la ocupación alemana en la Primera Guerra Mundial. Fue profesor de la Universidad de Estrasburgo, que se trasladó a Clermont-Ferrand y no regresó a Estrasburgo hasta 1945, donde impartió clases hasta 1949. Entre 1949 y 1952 fue profesor en la Universidad de París. En 1952 se trasladó al Collège de France, donde impartió clase hasta su jubilación en 1986. En 1963 se convirtió en miembro de la Académie des Sciences.
Entre sus estudiantes doctorales se encuentran Thierry Aubin, Edmond Bonan, Marcel Berger, Yvonne Choquet-Bruhat, Yvette Kosmann-Schwarzbach, y Thibault Damour.
Mientras desarrollaba su activa carrera investigadora, Lichnerowicz también se centró en la pedagogía. Entre 1963 y 1966 fue presidente de la Comisión Internacional sobre Instrucción Matemática de la Unión Matemática Internacional. En 1967, el gobierno francés creó la Comisión Lichnerowicz, formada por 18 profesores de matemáticas. La comisión recomendó un currículo basado en la teoría de conjuntos y la lógica con una introducción temprana a las estructuras matemáticas. Recomendó la introducción de los números complejos en los últimos años de instituto, menos formación basada en el cálculo y más desarrollo partiendo de premisas. Estas reformas recibieron el nombre de matemática moderna y se convirtieron en el estándar a nivel mundial.

## Obras
- Elements of Tensor Calculus, John Wiley and Sons, 1962.
- Relativistic Hydrodynamics and Magnetohydrodynamics, W. A. Benjamin, 1967.
- Linear Algebra and Analysis, Holden Day, 1967. (Algèbre et analyse linéaires, París, Masson, 1947)[2]
- Geometry of Groups of Transformations, Leiden, Noordhoff, [1958] 1976. (Géométrie des groupes de transformations, París, Dunod, 1958)
- Global Theory of Connection and Holonomy Groups, Leiden: Noordhoff, [1955] 1976. (Théorie globale des connexions et des groupes d'holonomie, Roma, Edizioni Cremonese, 1955),[3]
- Magnetohydrodynamics: Waves and Shock Waves in Curved Space-Time, Kluwer, Springer 1994. ISBN 0-7923-2805-1
- Con Alexandre Favre, Henri Guitton y Jean Guitton, Chaos and Determinism, Johns Hopkins, 1995.
- Con Alain Connes y Marco Schutzenberger, Triangle of Thoughts, American Mathematical Society, 2000.

## Obra tributo
- Cahen, M.; Lichnerowicz, André; Flato, M., eds., Differential Geometry and Relativity: A Volume in Honour of André Lichnerowicz on His 60th Birthday, Reidel, 1976. ISBN 90-277-0745-6